# Riserva naturale San Cataldo
La riserva naturale San Cataldo è un'area naturale protetta della regione Puglia istituita nel 1977. La riserva occupa una superficie di 28 ettari nella provincia di Lecce.